# Кошенсай (река)
Кошенсай — река в России, протекает в Казахстане и Оренбургской области России. Устье реки находится в 2 км по левому берегу реки Аралча. Длина реки составляет 19 км.

## Данные водного реестра
По данным государственного водного реестра России относится к Уральскому бассейновому округу, водохозяйственный участок реки — Урал от Ириклинского гидроузла до города Орск, речной подбассейн реки — подбассейн отсутствует. Речной бассейн реки — Урал (российская часть бассейна).
Код объекта в государственном водном реестре — 12010000412112200003826.